# Coralie David
Pour les articles homonymes, voir David (patronyme).
Coralie David, née en 1983, est une chercheuse en lettres modernes, autrice et éditrice de jeux de rôle.
Elle a participé à plus d'une soixantaine d'ouvrages de jeu de rôle et à la publication d'une centaine de romans. Elle travaille notamment pour Black Book Editions et les Éditions Mnémos avant de rejoindre en janvier 2016 l'éditeur Lapin Marteau, une maison d'édition créée en 2012 par Jérôme Larré.

## Biographie

### Jeunesse
Coralie David est née en 1983. Elle découvre HeroQuest à 8 ans, les livres dont vous êtes le héros à 11 ans et le jeu de rôle sur table à 18 ans.
Lors de sa première partie de jeu de rôle, elle est en BTS Communication des entreprises dans une école de commerce à Toulouse et rejoint un club de jeu de rôle au sein de l'établissement. En parallèle, elle lit beaucoup d'auteurs de fantasy, de fantastique, de science-fiction, apprend la guitare et écoute du rock et du métal progressif ; c'est aussi une grande amatrice de jeux vidéos (Oblivion, Baldur's Gate, Fable).

### Études, thèses et carrière
Elle commence ensuite des études de Lettres Modernes puis d'édition à l'Université Toulouse le Mirail, où elle travaille sur les jeux de rôle et la fantasy urbaine.
À partir de janvier 2010 jusqu'en août 2012, elle travaille avec Black Book Editions, notamment pour les collections de romans À dé couvert, Shadowrun, Pathfinder, Polaris, Earthdawn. Elle corrige aussi une trentaine d'ouvrages du jeu de rôle Pathfinder parus en français.
En septembre 2012, elle commence également à collaborer avec les Éditions Mnémos, où elle s'occupe de la direction d’ouvrages, de la correction orthographique, typographique et littéraire, ainsi que du maquettisme. Elle dirige et maquette notamment des romans de Mathieu Gaborit, Adrien Tomas ou Vincent Mondiot.
En avril 2015, elle soutient une thèse de Littérature générale et comparée à l'Université Paris XIII avec, sous la direction de Ïan Larue et Benoît Berthou, Le jeu de rôle sur table : l’intercréativité de la fiction littéraire ; elle y explique que les jeux de rôle sur table mettent en place des dispositifs qui permettent aux joueurs de co-générer un contenu fictionnel diégétique et narratif, selon le principe qu’elle nomme l'« intercréativité ».
En janvier 2016, elle rejoint la maison d'édition Lapin Marteau de Jérôme Larré. Ils y travaillent ensemble sur des jeux de rôle comme Ryuutama, Château Falkenstein ou Monsterhearts et cocréent la collection « Sortir de l’auberge ». En plus de leurs activités chez Lapin Marteau, ils écrivent également pour des gammes d’autres éditeurs, comme Héros & Dragons, L'Empire des Cerisiers, Role ‘n Play, Ecryme, Tribute ou Monster of the Week. Ils dispensent aussi plusieurs formations à la création de jeux de rôle et au game design.
Parallèlement, elle continue ses travaux de recherche et participe à des colloques, articles et ouvrages théoriques sur le jeu de rôle sur table. Elle écrit aussi dans la presse spécialisée, pour des revues comme Casus Belli, JdR mag’ ou Di6dent.

## Publications et interventions

### Ouvrages
- (dir.) Mener des parties de jeu de rôle, Lapin Marteau, coll. « Sortir de l'auberge », 2016, 400 p.  (ISBN 978-2-9545811-4-9)Écrit avec Jérôme Larré (dir.) et al..
- (dir.) Jouer des parties de jeu de rôle, Lapin Marteau, coll. « Sortir de l'auberge », 2017, 368 p.  (ISBN 978-2-9545811-6-3)Écrit avec Jérôme Larré (dir.) et al..
- La Boîte à outils du meneur de jeu, Lapin Marteau, coll. « Sortir de l'auberge », 2020, 785 p.  (ISBN 978-2-4903900-8-3)Écrit avec Jérôme Larré.